# Preservation: Act 2
Preservation: Act 2 è un concept album del gruppo rock britannico The Kinks, pubblicato nel 1974 dalla RCA Records. Si tratta della seconda e conclusiva parte del progetto Preservation, opera rock che riprendeva la storia di Mr. Flash, il protagonista di The Kinks Are the Village Green Preservation Society.

## Storia
La ristampa in formato CD del 1991 prodotta dalla Rhino Recods riuniva in due CD sia Preservation: Act 1 che Preservation: Act 2, ma senza nessuna traccia bonus.
La ristampa in CD del 1998 di Act 2 su etichetta Velvel contiene l'outtake Slum Kids e un missaggio alternativo della traccia Mirror of Love.

## Accoglienza
L'album venne accolto leggermente meglio rispetto al suo predecessore Preservation: Act 1, raggiungendo la posizione numero 114 della classifica statunitense di Billboard, anche se le recensioni furono complessivamente ancora negative.

## Tracce
- Tutti i brani sono opera di Ray Davies.

Lato 1
1. Announcement - 0:41
2. Introduction to Solution - 2:43
3. When a Solution Comes - 3:40
4. Money Talks - 3:44
5. Announcement - 0:55
6. Shepherds of the Nation -  4:17

Lato 2
1. Scum of the Earth -  2:45
2. Second-Hand Car Spiv - 4:01
3. He's Evil - 4:25
4. Mirror of Love - 3:26
5. Announcement - 0:34

Lato 3
1. Nobody Gives - 6:33
2. Oh Where Oh Where Is Love? - 3:40
3. Flash's Dream (The Final Elbow) - 4:17
4. Flash's Confession - 4:06

Lato 4
1. Nothing Lasts Forever - 3:42
2. Announcement - 0:20
3. Artificial Man - 5:30
4. Scrapheap City - 3:16
5. Announcement - 1:05
6. Salvation Road - 3:20

### Bonus tracks ristampa CD Velvel 1998
1. Mirror of Love (Alternate mix) - 3:29
2. Slum Kids (Take 1) - 6:27

## Formazione
- Ray Davies - voce, chitarra
- Dave Davies - chitarra, voce
- John Dalton - basso
- John Gosling - tastiere
- Mick Avory - batteria
- Maryann Price - voce
- Alan Holmes - sax baritono, clarinetto
- Laurie Brown - tromba, flauto, sax tenore
- John Beecham - trombone, flauto